# Édith Burger
Édith Burger, née le 5 juillet 1906 à Porrentruy et morte le 28 juillet 1948 à Lausanne, est une pianiste et chanteuse suisse qui s'est illustrée comme duettiste, notamment en compagnie de Jean Villard-Gilles, de 1940 à sa mort.

## Biographie
D'origine jurassienne, Édith Burger est fille de maître horloger. Premier prix de virtuosité de piano à Bâle, elle chante de 1933 à 1940 en duo avec son mari René Bersin qui dirige à Genève (aux Pâquis) le cabaret « Au Vieux-Montmartre ». Leurs chansons, comme Un soir à la Havane, rencontrent le succès, tant dans leur cabaret (de type montmartrois comme son nom l'indique) que sur les ondes de Radio-Lausanne. Le duo enregistre en 1933 la chanson Ta voix du film Cendrillon de Paris de Jean Hémard.
Séparée de René Bersin, elle se produit seule quelques mois, à Radio-Lausanne mais aussi aux « Loisirs de l'armée » où elle rencontre Jean Villard-Gilles, avec lequel elle ouvre en octobre 1940 à Lausanne un nouveau cabaret : le Coup de Soleil. Leurs chansons d'esprit libre et gouailleur, relayées par Radio-Lausanne, rayonnèrent jusqu'au fond de la France de l'Occupation. Dans ses mémoires, Gilles raconte qu'à la Libération, Édith et lui purent donner leur tour de chant le 24 août 1944 au Théâtre des Célestins à Lyon où ils furent « acclamés par un public vibrant où se mêlaient civils et militaires, y compris un général américain et son état-major. » Gilles, déjà connu en France avant guerre (Gilles et Julien y connurent le succès de 1932 à 1938), en reçut la Légion d'honneur en 1946. Édith Burger aurait pu y être associée, en tant qu'interprète ; une journaliste la décrit sur scène en 1941 : « Pianiste très souple, Édith Burger joue tout ce qu'on veut. Sa voix est profonde, fascinante, sa mimique désopilante. »
Avec Gilles, la carrière d'Édith Burger culmina à Paris lors de leur concert de gala du 21 octobre 1946 au Théâtre de l'Atelier, puis à l'ABC-music-hall à Paris durant tout un mois en mars-avril 1947. Gravement malade, Édith Burger séjourna dans un sanatorium, à Leysin. Une septicémie l'emporta le 28 juillet 1948. Durant sa maladie, elle s'était fait remplacer auprès de Gilles par Albert Urfer, qui deviendra dès mars 1951 le quatrième partenaire du chansonnier (Nadia Nova ayant été la troisième lors du démarrage du cabaret Chez Gilles rue de l'Opéra à Paris).
Un enregistrement filmé au Coup de Soleil en 1946 a été retrouvé dans les années 1990 et se trouve déposé à la Cinémathèque suisse à Lausanne. Il contient les deux chansons de Gilles formant diptyque : Adam et Ève et L'Homme et le Singe.